# ÍB Vestmannaeyja
Íþróttabandalag Vestmannaeyja (mai bine cunoscut ca ÍBV) este un club de fotbal din Vestmannaeyjar, Islanda. Echipa susține meciurile de acasă pe Hásteinsvöllur cu o capacitate de 1500 de locuri.

## Palmares
- Campionatul Islandei: 3

1979, 1997, 1998
- Cupa Islandei: 5

1968, 1972, 1981, 1998, 2017
- Icelandic League Cup: 1

1997
Source: 